# Ranuccio Farnese il Vecchio
Ranuccio Farnese genannt il Vecchio (* 1390; † 1460) war ein italienischer Condottiere und Feudalherr. Er war Herr von Montalto, Latera, Farnese, Ischia, Valentano und Cellere, ab April 1419 Senator in Rom und Graf von Piansano.
Ranuccio gilt als Begründer von Reichtum und gesellschaftlicher Stellung der Familie Farnese.

## Leben
1408 wurde Ranuccios Vater, Piero Farnese, Generalkapitän der Stadt Siena und erreichte, dass sein Sohn zu seinem Stellvertreter ernannt wurde. 1416 wurde Ranuccio selbst zum Sieneser Generalkapitän ernannt, und es gelang ihm in kurzer Zeit, die mit Siena verfeindeten Orsini zu schlagen.
1419 nahm ihn Papst Martin V. in seine Dienste und ernannte ihn zum römischen Senator. Zu diesem Zeitpunkt heiratete er Agnese Monaldeschi della Cervara, die Tochter eines Patriziers aus Orvieto. 1422 erhielt er die Hälfte von Tessenano, eine Siedlung in der Nähe von Viterbo mit der einzigen Auflage, dem päpstlichen Camerlengo jährlich 10 Pfund weißes Wachs abzuliefern.
Auch unter Papst Eugen IV. stand Farnese als Militär im Sold des Papstes.
Farnese befehligte 600 Reiter und 100 Fußsoldaten, und da die Bezahlung nur unregelmäßig erfolgte, die Zahlungsrückstände der päpstlichen Kasse immer mehr wurden, wurde er bald der größte Gläubiger des Papstes. Ranuccio nutze diese Lage für sich aus, indem er Burgen, Befestigungsanlagen und seinen Gütern benachbarte Ländereien als Sicherheiten forderte und auch erhielt. Durch diese neuen Ressourcen konnte er die Zahl seiner Söldner erhöhen und seine Dienste immer teurer zu verkaufen.
Ab 1431, das Jahr, als ihm die Herrschaft über das Gebiet von Valentano und Latera endgültig übergeben worden war, konnte er dem Papst weitere Privilegien "abluchsen". So bekam er für 5 Jahre alle Rechte auf den Ort Marta am Bolsenasee mit der Option, dass auch dieses Gebiet endgültig in seinen Besitz übergehen sollte, falls die päpstlichen Schulden bis dahin nicht bezahlt waren. Auf die gleiche Weise kam er 1434 in den Besitz von Montalto, 1435 erhielt er die Hälfte von Canino, Gradoli und Badia del Ponte, sowie Montalto für sich und seine Erben bis zur dritten Generation und 1437 schließlich die Kastelle von Castano und Capodimonte.
1434 erhielt vom Papst für seine Verdienste die Goldene Rose.
Als Nikolaus V. den Papstthron bestieg, der mehr Gelehrter, Mäzen und tatkräftiger Bauherr war als Kriegsherr, ließen die Verwicklungen der Kurie in kriegerische Auseinandersetzungen mit den Nachbarstaaten nach, und man beschloss, sich von den Condottieri zu trennen. Die päpstliche Kasse beglich ihre Schulden bei Farnese mit 9.000 Florin sowie mit den endgültigen Rechten über Montalto.
Ranuccio Farnese starb im Juli 1460 und wurde auf der Isola Bisentina im Bolsenasee in dem Familiengrab bestattet, das er ein Jahr vorher von Isai da Pisa hatte bauen lassen.

## Nachkommen
Ranuccio und Agnese Monaldeschi hatten 12 Kinder:
- Gabriele Francesco (1421/1422–1475). Er war Herr von Ischia, Cellere, Canino, Gradoli, Marta, Isola Bisentina etc. und General der Armee der Republik Siena (1450). Er war seit 1442 verheiratet mit Isabella Orsini, Tochter von Aldobrandino Orsini, Graf von Pitigliano und Nola. Seine Nachkommen waren Caterina, Ranuccio, Paolo und Agnese.
- Angelo (1432/1433–1463). Er war Capitano im Dienst des Papstes und heiratete Constanza (1430–1475), Tochter von Galeotto Roberto Malatesta, Graf von Rimini.
- Pier Luigi Senior (1435–1487), genannt Pier Luigi I. Farnese. Er war Herr von Capodimonte, Musignano, Valentano, Gradoli, Piansano, Canino und Abbazia al Ponte und weiters päpstlicher Vikar von Canino (1466). Er heiratete im Jahr 1464 in Ischia Giovannella Caetani und war Vater von sechs Kindern, unter anderem Angelo Farnese, Bartolomeo Farnese (Herr von Latera, Montalto und Farnese, und Kapitän der Armee der Republik Siena), Giulia Farnese und Papst Paul III.
- Pietro, Capitano im Dienst der Stadt Orvieto
- Caterina, wahrscheinlich verstorben im Kindesalter
- Violante, wahrscheinlich verstorben im Kindesalter
- Agnese, 1443 Heirat mit Paolo Savelli, Herr von Rignano
- Lucrezia (1430–1487), 1445 Heirat mit Francesco dell’Anguillara, Graf von Anguillara Sabazia, Herr von Vetralla, Giove und Viano
- Eugenia, 1455 Heirat mit Stefanello Colonna, Herr von Palestrina, Castelnuovo, San Cesareo und Genazzano
- Pentasilea, Heirat mit Costantino di Ruggiero Contranieri, Patrizier aus Perugia
- Francesca, Heirat mit Gentile Monaldeschi della Cervara, Graf von Castiglione, Patrizier aus Orvieto
- Giulia, 1511 Terziare des Franziskanerordens